# 丘斯奇區
13°35′03″S 74°21′08″W / 13.5843°S 74.3521°W
丘斯奇區（西班牙語：Distrito de Chuschi），是秘魯的一個區，位於該國中南部阿亞庫喬大區的坎加約省，始建於1857年1月2日，面積432平方公里，海拔高度3,141米，2005年人口8,917，人口密度每平方公里21人。